# The Wiseguys
The Wiseguys to brytyjski elektroniczny i hip-hopowy zespół muzyczny. Najbardziej rozpoznawany dzięki piosence "Start the Commotion", która pojawiła się w kilku produkcjach filmowych i telewizyjnych (m.in. Zoolander, Lizzie McGuire) oraz "Ooh La La", użytej w reklamie piwa amerykańskiego Budweiser. Oba utwory pochodzą z drugiego albumu zespołu, The Antidote". Po 7 latach pracy, w 2001 roku, The Wiseguys zakończyli działalność.